# Цубинец
Цубинец је насељено место у саставу града Крижеваца у Копривничко-крижевачкој жупанији, Република Хрватска.

## Историја
До територијалне реорганизације у Хрватској налазио се у саставу бивше велике општине Крижевци.

## Становништво
На попису становништва 2011. године, Цубинец је имао 546 становника.

## Попис1991.
На попису становништва 1991. године, насељено место Цубинец је имало 560 становника, следећег националног састава:
| Попис 1991.‍ | Попис 1991.‍ | Попис 1991.‍ | Попис 1991.‍ | Попис 1991.‍ |
| ----------- | ----------- | ----------- | ----------- | ----------- |
|             |             |             |             |             |
| Хрвати      | Хрвати      |             | 550         | 98,21%      |
| Срби        | Срби        |             | 6           | 1,07%       |
| Мађари      | Мађари      |             | 2           | 0,35%       |
| Македонци   | Македонци   |             | 1           | 0,17%       |
| Муслимани   | Муслимани   |             | 1           | 0,17%       |
| укупно: 560 |             |             |             |             |